# Каунасская биеннале текстильного искусства
Каунасская биеннале текстильного искусства (лит. Kauno bienalė .) — международная художественная биеннале, которая проводится в Каунасе, Литве с 1997 года.
Биеннале посвящена современному текстильному искусству . Его организует Ассоциация художников Литвы в сотрудничестве с Гильдией текстильного искусства и Каунасским художественным институтом .
На международном уровне Каунасская биеннале текстильного искусства превратилась в важное событие на сцене текстильного искусства.
Биеналле проходит в разных местах Каунаса, а также предлагает сопутствующую образовательную программу.
На прошедших семи выставках было показано 1200 произведений искусства из более чем 40 стран мира.

## История
С 1997 года в городе Каунасе, который издавна славился промышленным текстилем, была задумана международная выставка. Её начали готовить по принципу биеннале — через каждые два года. Первая и вторая выставки были организованы Каунасским отделом Союза Художников и Академией искусств Литвы (Каунасской кафедрой текстиля). В настоящее время её готовит общественное учреждение «Биенналь» с Союзом Художников, Академией искусств, Университетом Витаутаса Великого, Национальным музеем М. К. Чюрлёниса и галереям Каунаса.
Для Каунасской международной биеннале тщательно подбирается концептуальный девиз. Так в 1999 году организованная биеннале называлась «Линия» и ориентировала участников на поиск соотношений плоскости и линейного начала.
Выставки 2001 и 2003 годов были названы «Мягкий мир» и «Хорошая и обратная сторона».
Биеннале 2005 года называлась «Место, технология, концепция». Выставка, как и раньше, проходила в залах музея им. М. К. Чюрлёниса в Каунасской картинной галерее и в галерее М. Жилинскаса. Текстильные работы были показаны рядом со старинными картинами и скульптурами, что создавало концептуальный фон для современных текстильных творений. В том году кураторы биеннале организовали не только главную выставку в центральных выставочных залах музея им. М. К. Чюрлёниса, но ещё подготовили и серию маленьких персональных экспозиций, которые расположились в разных галереях города. Подобный принцип сопровождающих выставок остался до сих пор.
Биеннале 2009 года была ориентирована на диалог между художником и зрителем. Девиз «Общайся, найди, наслаждайся». Выставка была организована по принципу «живых» резиденций: приглашённые художники приехали на выставку, несколько дней или недель творили прямо в залах, на виду у зрителей и только потом эти воплощённые замыслы экспонировали как вполне завершённые. Многочисленные семинары и дискуссии обеспечили интенсивную социокультурную образовательную программу для посетителей.
Интересной в плане синтеза искусств стала биеннале 2011 года, лозунг которой — «Ещё раз — прыгнем — вперёд». Главная выставка, и сопровождающие мероприятия были наполнены эффектами света и выступлениями литовского театра танца «Аура».
В 2013 году девиз главной выставки «Унитекст», выражающий желание универсального разговора между всеми культурами и художниками. Красивые персональные выставки тапестрий сопровождали главное мероприятие, в том числе выставка произведений молодёжи и студентов Академии искусств, подготовленная вместе со студентами текстиля из японского города Киото.